# Som (Ungarn)
Som ist eine ungarische Gemeinde im Kreis Siófok im Komitat Somogy. Zur Gemeinde gehört der südlich gelegene Ortsteil Daránypuszta.

## Geografische Lage
Som liegt ungefähr zehn Kilometer südlich der Stadt Siófok an dem kleinen Fluss Kis-Koppány. Nachbargemeinden sind Nagyberény und Ságvár.

## Gemeindepartnerschaft
- Schom (Шом), Ukraine, seit 2017

## Söhne und Töchter der Gemeinde
- Béla Iványi-Grünwald (1867–1940), Maler

## Sehenswürdigkeiten
- Béla-Iványi-Grünwald-Büste
- Béla-Iványi-Grünwald-Gedächtnisraum
- Heimatkundliche Sammlung (Helytörténeti kiállítás)
- Reformierte Kirche
- Römisch-katholische Kirche Nagyboldogasszony, erbaut 1757 (Barock)
- Weltkriegsdenkmal (I-II. világháborús emlék)

## Verkehr
Durch Som verläuft die Hauptstraße Nr. 65. Der am östlichen Rand der Gemeinde gelegene Bahnhof Som-Nagyberény ist angebunden an die Eisenbahnstrecke von Siófok nach Kaposvár.

## Bilder

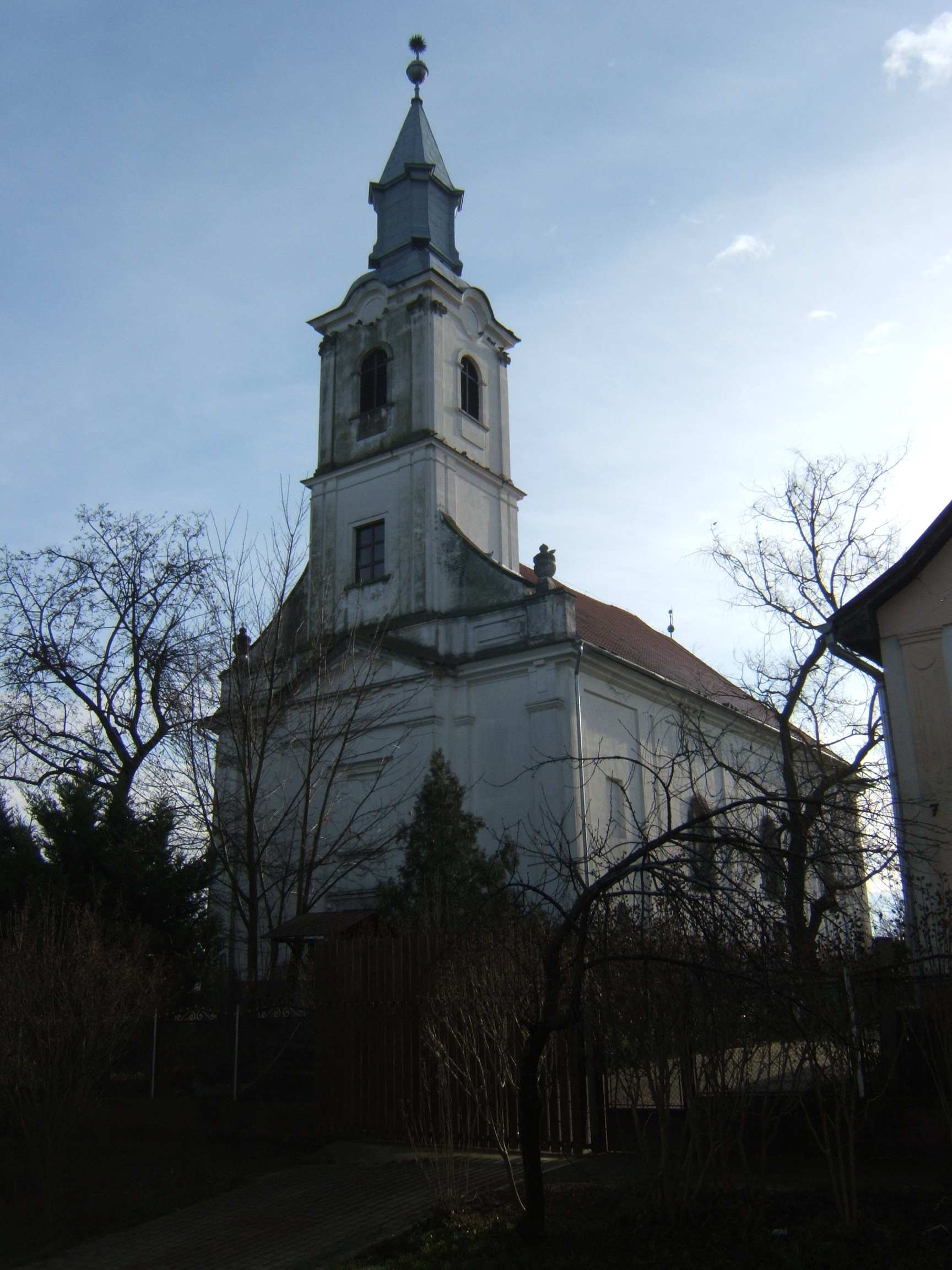
Reformierte Kirche
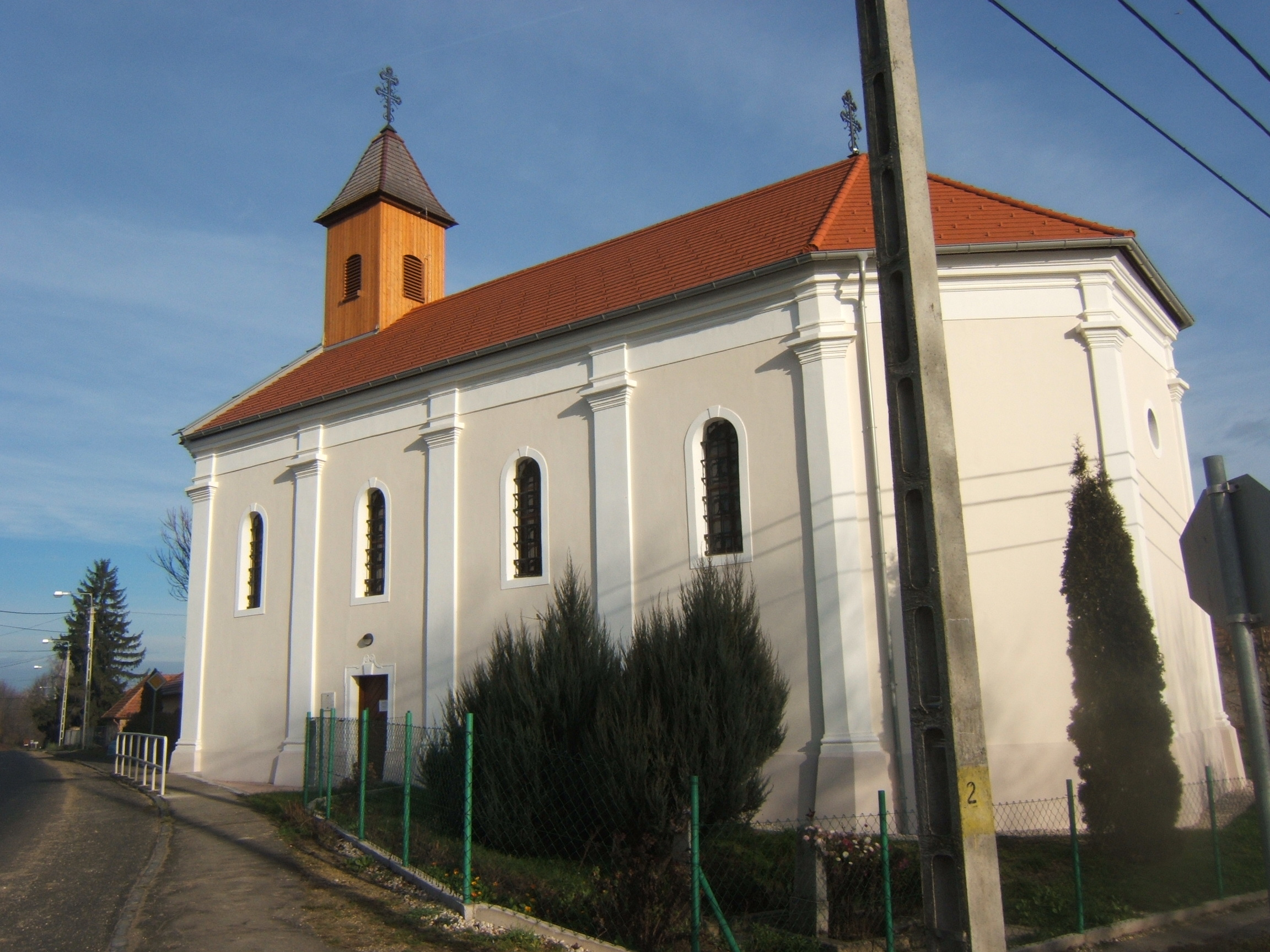
Röm.-kath. Kirche Nagyboldogasszony
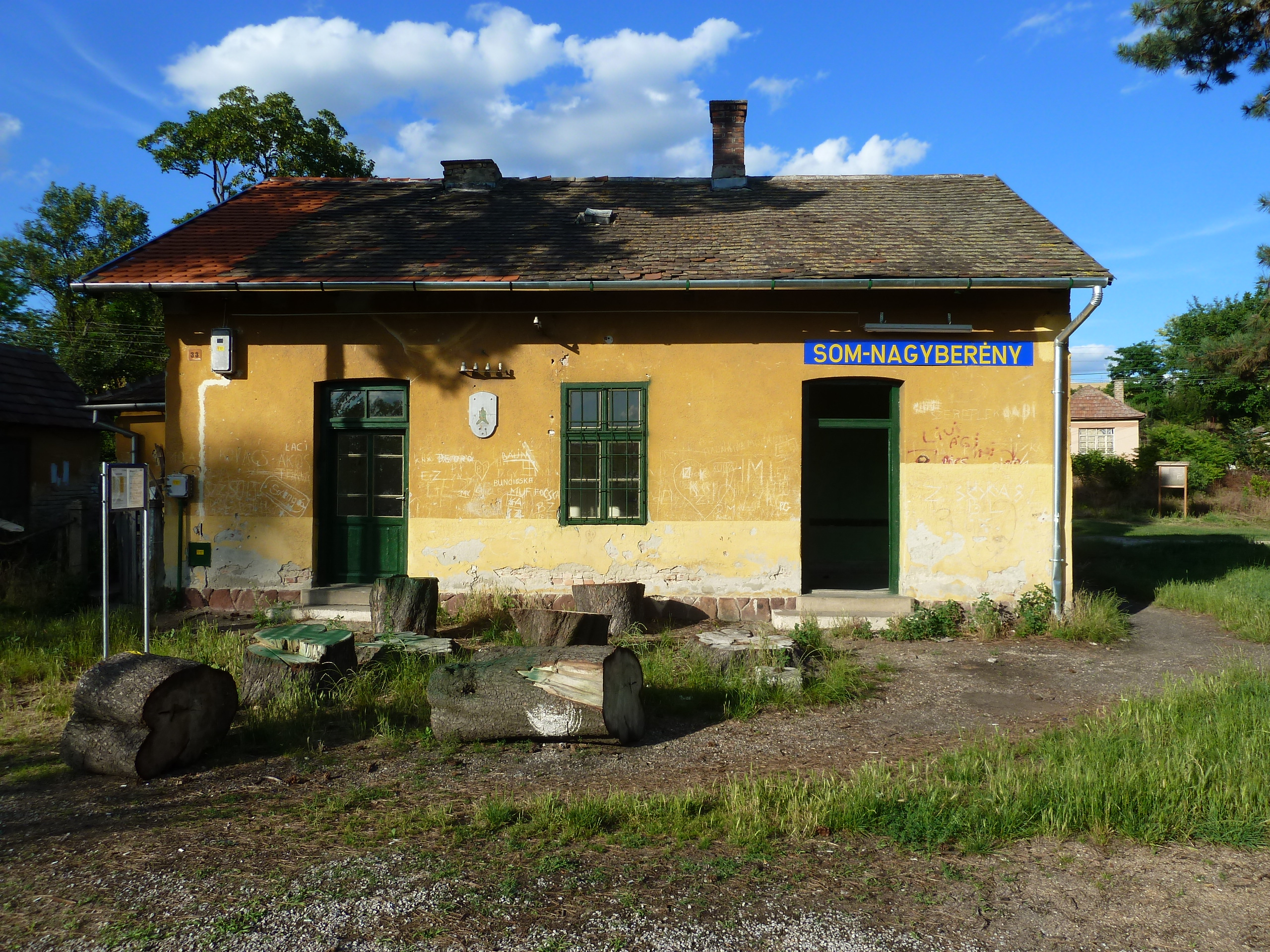
Bahnhof Som-Nagyberény
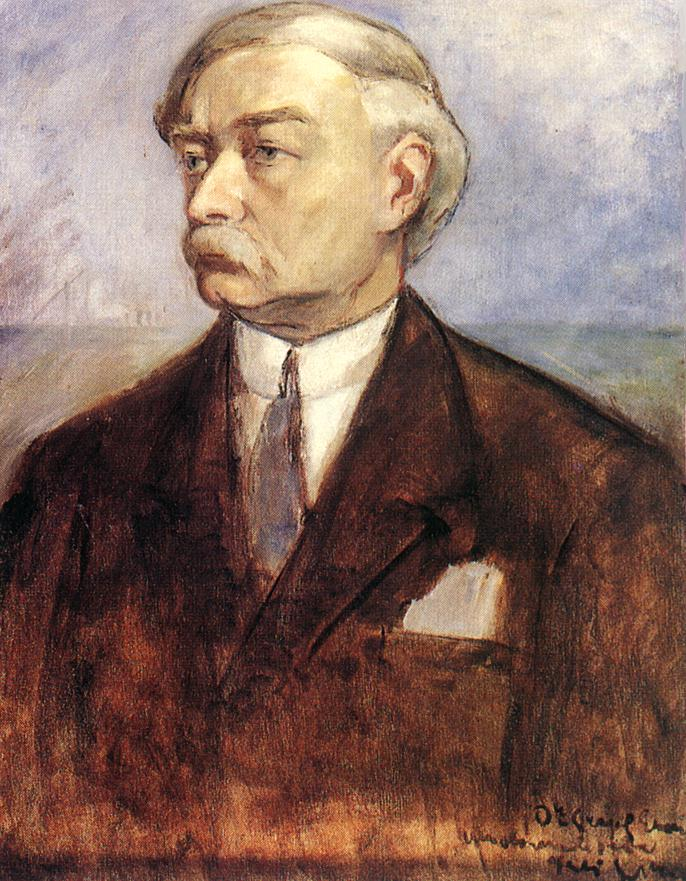
Selbstbildnis von Béla Iványi-Grünwald